# Action collective aux États-Unis
Pour un article plus général, voir Action collective (droit).
Aux États-Unis, une action collective s'effectue soit en vertu du droit fédéral selon les règles des Federal Rules of Civil Procedure, soit en vertu des règles de droit des États des États-Unis. Selon le Legal Information Institute, une action collective peut être définie comme étant « [TRADUCTION] un mécanisme procédural qui permet à un ou plusieurs plaignants d'intenter une action en justice au nom d'un groupe plus large, le groupe d'action collective ».

## Action collective de droit fédéral

### Compétence
Dans les tribunaux fédéraux des États-Unis, les actions collectives sont régies par l'article 23 des Federal Rules of Civil Procedure. [réf. souhaitée]
Les tribunaux fédéraux peuvent être saisis pour des actions collectives lorsque les membres du groupe habitent dans plusieurs États, ou lorsque des lois fédérales sont invoquées.
Cependant les questions de droit qui sont posées doivent avoir suffisamment de points communs dépassant les frontières de chaque État [pourquoi ?], et cette condition peut être difficile à obtenir puisque le droit civil varie d'État à État. [réf. nécessaire] La saisine se fait alors soit séparément dans chaque district soit au moyen d'un procès multi-district (multi-district litigation [MDL]).
Il est possible également de saisir la justice de l'État et dans ce cas le tribunal peut étendre sa compétence juridictionnelle au-delà des frontières de l'État (voire au-delà des frontières des États-Unis), le point-clé étant la compétence du tribunal vis-à-vis du défendeur. [réf. souhaitée]
La loi dite d'« équité des actions collectives » (Class Action Fairness Act of 2005 (en)) de 2005 autorise le défendeur à transmettre la procédure au tribunal fédéral lorsque les plaignants requièrent d'un tribunal étatique une décision dépassant les frontières de l'État. Cette loi vise entre autres à assurer le recouvrement équitable et rapide des droits dont la revendication est légitime (Section 2(b)(1)).

### Procédure
La requête est déposée par un ou plusieurs plaignants nommés (c'est-à-dire dont les noms sont portés à la connaissance du tribunal) au nom d'un groupe défini de façon abstraite, on parle de groupe putatif (putative class).
Le groupe doit être composé de personnes physiques ou morales qui ont subi un préjudice commun. Généralement, ces affaires résultent d'une action habituelle commise par une entreprise, d'un défaut dans un produit ou d'une pratique défectueuse à laquelle les membres du groupe furent confrontés de manière uniforme.
Après avoir déposé la plainte et les assignations (ou en même temps qu'il les dépose), le plaignant doit généralement faire une requête d'homologation.
Dans certaines juridictions, l'homologation ne peut se faire qu'après des communications préalables supplémentaires, servant à déterminer si le groupe qui est décrit est suffisamment cohérent.
En réponse à la requête d'homologation, le défendeur peut objecter qu'en l'espèce le recours collectif n'est pas une procédure appropriée ou que les plaignants ne sont pas suffisamment représentatifs vis-à-vis du groupe. Il peut aussi dénoncer des intérêts liant les plaignants au cabinet d'avocat qui les représente.
La recherche des preuves se fait par la technique de la communication préalable (discovery) qui est la production forcée des pièces par l'adversaire et permet de pratiquer des fishing expeditions (chasses aux informations consistant à récolter les plaintes sur les dommages de toutes les victimes potentielles contre l'entreprise attaquée qui doit fournir toutes les informations dont elle dispose).
Le tribunal examinera aussi la représentativité du cabinet vis-à-vis des plaignants et les ressources dont il dispose. [pourquoi ?] [réf. souhaitée] La cour peut exiger, en application du principe de traitement équitable, la publication de notices complexes par voie de presse ou de médias audiovisuels de telle sorte que le public soit averti en tout lieu où des membres du groupe sont susceptibles de se trouver. [réf. souhaitée]
Plusieurs notices peuvent être publiées, la première informant les membres du groupe de leur droit de s'en exclure, ce qui est toujours possible, pourvu que le tribunal ou l'avocat du groupe en aient été avertis à temps. [réf. souhaitée] La seconde peut être publiée à l'occasion d'une transaction : le tribunal ordonne dans ce cas à l'avocat du groupe de communiquer à tous les membres du groupe et des sous-groupes (qui peuvent avoir des revendications légèrement différentes, mais uniformes) les termes de la transaction et le fait que les plaignants nommés l'ont acceptée. [réf. souhaitée] Généralement, le tribunal indiquera également le montant des honoraires qui seront versés à l'avocat. [réf. souhaitée] Ces honoraires sont généralement considérables et font des recours collectifs la prédilection de nombreux cabinets d'avocats spécialisés dans les plaintes.
Dans le Code de procédure civil fédéral, qui a été transposé dans une majorité d'États, le recours collectif doit avoir certaines caractéristiques précises : [réf. souhaitée]
1. Le nombre de membres du groupe doit être si grand qu'une multiplicité de recours individuels devient impraticable.
2. L'existence de questions communes de faits et de droits est indispensable.
3. Les requêtes ou les moyens en défense doivent être typiques du groupe.
4. Les représentants du groupe doivent défendre les intérêts du groupe de manière adéquate.

## Action collective de droit étatique
Depuis 1938, de nombreux États-Unis ont adopté des procédures semblables à celles du code fédéral de procédure civile. Cependant quelques États comme la Californie n'ont pas voulu renoncer à leurs procédures particulières. En Californie, les lois encadrant les actions collectives se sont développées de façon chaotique à travers des gloses juridiques dérivées de lois aux formulations très vagues (elles sont au nombre de quatre) et cela n'a jamais été mis à plat à l'instar de la mise à plat effectuée par le Code fédéral de procédure civile. [réf. souhaitée] Il en résulte une volumineuse littérature spécialisée.

## Action collective de défense
Bien que généralement le groupe soit constitué de plaignants, il peut arriver que soient formés des groupes de défense collective. Par exemple, en 2005, l'archidiocèse de Portland a été mis en faillite. [réf. souhaitée] Les paroisses, paroissiens et donateurs de l'archidiocèse furent regroupés [Par qui ?] dans un groupe de défense collective pour exclure leurs biens collectifs (les églises et écoles) des transactions avec les créditeurs de l'archidiocèse. 